# Damian Grichting
Damian Grichting est un curleur suisse né le 8 avril 1973 à Loèche-les-Bains. 
Droitier et joueur en première position, il a fait partie de l'équipe suisse qui a remporté la médaille de bronze aux Jeux d'hiver de 2002 et la médaille d'or aux championnats d'Europe de 2006.

## Référence
- (fr) Fiche d'identité